# John Cameron Semple
John Cameron Semple ( * 1947 - ) es un botánico, profesor canadiense - estadounidense, que desarrolla su actividad académica en la Universidad de Waterloo, Ontario.
En 1972, obtuvo su doctorado, defendiendo la tesis "The Cytology, Flavonoid Chemistry and Systematics of the Texas Sleepy Daisy, Xanthisma texanum (DC.), (Asteraceae)". 792 pp.

## Algunas publicaciones
- BROUILLET, L., J.C. SEMPLE. 1981. A propos du status taxonomique de Solidago ptarmicoides. Can J Bot 59: 17-21
- Semple, j.c., r.a. Brammall, j.g. Chmielewski. 1981. Chromosome numbers of goldenrods, Euthamia and Solidago, (Compositae-Astereae). Can J Bot 59: 1167-1173.
- -------, g. Ringius. 1983. The goldenrods of Ontario: Solidago L. and Euthamia Nutt. Univ. Waterloo Biol. Ser. 26: 1-84
- -------, -------. 1983. Treatment of Solidago. En: G.W. Argus and D.J. White, eds. Atlas of the rare vascular plants of Ontario. Part 2. National Museums of Canada, Ottawa
- -------, -------, c. Leeder, g. Morton. 1984. Chromosome number of goldenrods, Euthamia and Solidago (Compositae-Astereae). II. Additional counts with comments on cytogeography. Brittonia 36: 280-292. Erratum. 37: 121
- HEARD, S.B., J.C. Semple. 1988. The Solidago rigida complex (Compositae-. Astereae): A multivariate morphometry analysis. Can J Bot 66: 1800-1807
- BRAMMAL, R.A., J.C. SEMPLE. 1990. The cytology of Solidago nemoralis (Compositae: Astereae). Can J Bot 68: 2065–2069
- Semple, j.c., chun sheng Xiang, jie Zhang, m. Horsburgh, r.e. Cook. 2001. Chromosome number determinations in Fam. Compositae, Tribe Astereae. VI. Western North American taxa and comments on generic treatments of North American asters. Rhodora 103: 202-218
- Hood, j.l.a., j.c. Semple. 2003. Pappus variation in Solidago (Asteraceae: Astereae). Sida 20(4): 1617-1630
- Wieboldt, t.f., j.c. Semple. 2003. Solidago fauciba (Asteraceae: Astereae), a new mesic forest goldenrod from the Appalachian Mountains. Sida 20(4): 1605-1616. [abstract]
- Cook, r.e., j.c. Semple. 2004. A new name and a new combination in Solidago subsect. Glomeruliflorae (Asteraceae: Astereae). Sida 21: 221-224
- Semple, j.c., r.e. Cook. 2004. Chromosome numbers in Fam. Compositae, Tribe Astereae. VII. Some eastern North American and Eurasian taxa. Rhodora 106: 253-272
- -------. 2004. Miscellaneous nomenclatural changes in Astereae (Asteraceae). Sida 21(2): 759-765
- -------. 2006. Brintonia E.L. Greene. pp. 106. En: Flora North America Editorial Committee, eds. Flora of North America. Vol. 20. Asteraceae, Part. 2. Astereae and Senecioneae. Oxford University Press
- -------. 2007. (1775) Proposal to conserve the name Solidago elongata Nutt. against S. elongata Pépin (Compositae). Taxon 56: 605-606
- Schlaepfer, d.r., p.j. Edwards, j.c. Semple, r. Billeter. 2008. Cytogeography of Solidago gigantea Ait. (Asteraceae) and its invasive ploidy level. J. Biogeography 35: 2119-2127
- Cook, r.e., j.c. Semple. 2008. The cytogeography of Solidago subsect. Glomeruliflorae (Asteraceae: Astereae). Botany 86: 1488-1496
- Semple, j.c., k. Watanabe. 2008. Chapter 4. A review of chromosome numbers in the Asteraceae with hypotheses on chromosomal base number evolution, pp. 21-32. En: Systematics, Evolution and Biogeography of the Compositae, Funk, V.A., A. Susanna, T. Stuessy, and R. Bayer (eds.). IAPT, Viena, Austria
- Brouillet, l., t. Lowrey, l. Urbatsch, v. Karaman-Castro, g. Sancho, s. Wagstaff, j.c. Semple. 2009. Chapter 37. Phylogeny and evolution of the Astereae (Compositae or Asteraceae), pp. 449-490. En: Systematics, Evolution and Biogeography of the Compositae, Funk, V.A., A. Susanna, T. Stuessy, and R. Bayer (eds.). IAPT, Viena, Austria
- Cook, r.e., j.c. Semple, b. Baum. 2009. A multivariate morphometric study of Solidago subsect. Glomeruliflorae (Asteraceae: Astereae). Botany. 87: 97-111

- La abreviatura «Semple» se emplea para indicar a John Cameron Semple como autoridad en la descripción y clasificación científica de los vegetales.[2]